# Città dell'Illinois (A-B)
Lista delle città dell'Illinois , Stati Uniti d'America, comprendente i comuni (city e village) e i census-designated place (CDP).
I dati sono dell'USCB riferiti al censimento del 2000 e ad una stima del 01-07-2006 (tranne che per i CDP). L'elenco che segue presenta i comuni dalla lettera A alla B
| #   | città              | contea      | status  | Cens. 2000 | Stima 01-07-06 |
| --- | ------------------ | ----------- | ------- | ---------- | -------------- |
| 1   | Abingdon           | Knox        | city    | 3612       | 3352           |
| 2   | Addieville         | Washington  | village | 267        | 257            |
| 3   | Addison            | DuPage      | village | 35914      | 37035          |
| 4   | Adeline            | Ogle        | village | 139        | 144            |
| 5   | Albany             | Whiteside   | village | 895        | 912            |
| 6   | Albers             | Clinton     | village | 878        | 1052           |
| 7   | Albion             | Edwards     | city    | 1933       | 1846           |
| 8   | Aledo              | Mercer      | city    | 3613       | 3624           |
| 9   | Alexis             | Warren      | village | 863        | 813            |
| 10  | Algonquin          | McHenry     | village | 23276      | 29886          |
| 11  | Alhambra           | Madison     | village | 630        | 639            |
| 12  | Allendale          | Wabash      | village | 528        | 500            |
| 13  | Allenville         | Moultrie    | village | 154        | 148            |
| 14  | Allerton           | Vermilion   | village | 293        | 280            |
| 15  | Alma               | Marion      | village | 386        | 376            |
| 16  | Alorton            | St. Clair   | village | 2749       | 2578           |
| 17  | Alpha              | Henry       | village | 726        | 699            |
| 18  | Alsey              | Scott       | village | 246        | 239            |
| 19  | Alsip              | Cook        | village | 19725      | 18940          |
| 20  | Altamont           | Effingham   | city    | 2283       | 2250           |
| 21  | Alto Pass          | Union       | village | 388        | 388            |
| 22  | Alton              | Madison     | city    | 30496      | 29269          |
| 23  | Altona             | Knox        | village | 570        | 540            |
| 24  | Alvin              | Vermilion   | village | 316        | 315            |
| 25  | Amboy              | Lee         | city    | 2561       | 2576           |
| 26  | Anchor             | McLean      | village | 175        | 170            |
| 27  | Andalusia          | Rock Island | village | 1050       | 1051           |
| 28  | Andover            | Henry       | village | 594        | 578            |
| 29  | Anna               | Union       | city    | 5136       | 5068           |
| 30  | Annawan            | Henry       | town    | 868        | 923            |
| 31  | Antioch            | Lake        | village | 8788       | 13491          |
| 32  | Apple River        | Jo Daviess  | village | 379        | 370            |
| 33  | Arcola             | Douglas     | city    | 2652       | 2642           |
| 34  | Arenzville         | Cass        | village | 419        | 408            |
| 35  | Argenta            | Macon       | village | 921        | 841            |
| 36  | Arlington Heights  | Cook        | village | 76031      | 74138          |
| 37  | Arlington          | Bureau      | village | 211        | 206            |
| 38  | Armington          | Tazewell    | village | 368        | 353            |
| 39  | Aroma Park         | Kankakee    | village | 821        | 812            |
| 40  | Arrowsmith         | McLean      | village | 298        | 286            |
| 41  | Arthur             | Douglas     | village | 2203       | 2152           |
| 42  | Ashkum             | Iroquois    | village | 724        | 701            |
| 43  | Ashland            | Cass        | village | 1361       | 1344           |
| 44  | Ashley             | Washington  | city    | 613        | 578            |
| 45  | Ashmore            | Coles       | village | 809        | 765            |
| 46  | Ashton             | Lee         | village | 1142       | 1190           |
| 47  | Assumption         | Christian   | city    | 1261       | 1223           |
| 48  | Astoria            | Fulton      | village | 1193       | 1147           |
| 49  | Athens             | Menard      | city    | 1726       | 1800           |
| 50  | Atkinson           | Henry       | town    | 1001       | 965            |
| 51  | Atlanta            | Logan       | city    | 1649       | 1651           |
| 52  | Atwood             | Piatt       | village | 1290       | 1238           |
| 53  | Auburn             | Sangamon    | city    | 4317       | 4244           |
| 54  | Augusta            | Hancock     | village | 657        | 623            |
| 55  | Aurora             | Kane        | city    | 142990     | 170617         |
| 56  | Ava                | Jackson     | city    | 662        | 650            |
| 57  | Aviston            | Clinton     | village | 1231       | 1644           |
| 58  | Avon               | Fulton      | village | 915        | 870            |
| 59  | Baldwin            | Randolph    | village | 3627       | 415            |
| 60  | Banner             | Fulton      | village | 149        | 145            |
| 61  | Bannockburn        | Lake        | village | 1429       | 1615           |
| 62  | Bardolph           | McDonough   | village | 253        | 235            |
| 63  | Barrington Hills   | Cook        | village | 3915       | 4320           |
| 64  | Barrington         | Cook        | village | 10168      | 10270          |
| 65  | Barry              | Pike        | city    | 1368       | 1310           |
| 66  | Bartelso           | Clinton     | village | 593        | 592            |
| 67  | Bartlett           | DuPage      | village | 36706      | 40344          |
| 68  | Bartonville        | Peoria      | village | 6310       | 6146           |
| 69  | Basco              | Hancock     | village | 107        | 101            |
| 70  | Batavia            | Kane        | city    | 23866      | 27401          |
| 71  | Batchtown          | Calhoun     | village | 218        | 217            |
| 72  | Bath               | Mason       | village | 310        | 302            |
| 73  | Bay View Gardens   | Woodford    | village | 366        | 359            |
| 74  | Baylis             | Pike        | village | 265        | 250            |
| 75  | Beach Park         | Lake        | village | 10072      | 12942          |
| 76  | Beardstown         | Cass        | city    | 5766       | 5914           |
| 77  | Beaverville        | Iroquois    | village | 391        | 381            |
| 78  | Beckemeyer         | Clinton     | village | 1043       | 1089           |
| 79  | Bedford Park       | Cook        | village | 574        | 541            |
| 80  | Beecher City       | Effingham   | village | 493        | 493            |
| 81  | Beecher            | Will        | village | 2033       | 2946           |
| 82  | Belgium            | Vermilion   | village | 466        | 469            |
| 83  | Belknap            | Johnson     | village | 133        | 143            |
| 84  | Belle Prairie City | Hamilton    | town    | 60         | 58             |
| 85  | Belle Rive         | Jefferson   | village | 371        | 378            |
| 86  | Belleville         | St. Clair   | city    | 41410      | 41095          |
| 87  | Bellevue           | Peoria      | village | 1887       | 1797           |
| 88  | Bellflower         | McLean      | village | 408        | 384            |
| 89  | Bellmont           | Wabash      | village | 297        | 291            |
| 90  | Bellwood           | Cook        | village | 20535      | 19326          |
| 91  | Belvidere          | Boone       | city    | 20820      | 25682          |
| 92  | Bement             | Piatt       | village | 1784       | 1728           |
| 93  | Benld              | Macoupin    | city    | 1541       | 1486           |
| 94  | Bensenville        | DuPage      | village | 20703      | 20477          |
| 95  | Benson             | Woodford    | village | 408        | 410            |
| 96  | Bentley            | Hancock     | town    | 43         | 41             |
| 97  | Benton             | Franklin    | city    | 6880       | 6952           |
| 98  | Berkeley           | Cook        | village | 5245       | 4957           |
| 99  | Berlin             | Sangamon    | village | 140        | 145            |
| 100 | Berwyn             | Cook        | city    | 54016      | 50820          |
| 101 | Bethalto           | Madison     | village | 9454       | 9749           |
| 102 | Bethany            | Moultrie    | village | 1287       | 1239           |
| 103 | Big Rock           | Kane        | village |            | 711            |
| 104 | Biggsville         | Henderson   | village | 343        | 323            |
| 105 | Bingham            | Fayette     | village | 117        | 118            |
| 106 | Birds              | Lawrence    | village | 51         | 50             |
| 107 | Bishop Hill        | Henry       | village | 125        | 119            |
| 108 | Bismarck           | Vermilion   | village | 542        | 553            |
| 109 | Blandinsville      | McDonough   | village | 777        | 713            |
| 110 | Bloomingdale       | DuPage      | village | 21675      | 21967          |
| 111 | Bloomington        | McLean      | city    | 64808      | 70970          |
| 112 | Blue Island        | Cook        | city    | 23463      | 22547          |
| 113 | Blue Mound         | Macon       | village | 1129       | 1041           |
| 114 | Bluffs             | Scott       | village | 748        | 725            |
| 115 | Bluford            | Jefferson   | village | 785        | 774            |
| 116 | Bolingbrook        | Will        | village | 56321      | 69881          |
| 117 | Bondville          | Champaign   | village | 455        | 444            |
| 118 | Bone Gap           | Edwards     | village | 272        | 259            |
| 119 | Bonfield           | Kankakee    | village | 364        | 373            |
| 120 | Bonnie             | Jefferson   | village | 424        | 430            |
| 121 | Boulder Hill       | Kendall     | CDP     | 8169       |                |
| 122 | Bourbonnais        | Kankakee    | village | 15256      | 17454          |
| 123 | Bowen              | Hancock     | village | 535        | 506            |
| 124 | Braceville         | Grundy      | village | 792        | 822            |
| 125 | Bradford           | Stark       | village | 787        | 773            |
| 126 | Bradley            | Kankakee    | village | 12784      | 14201          |
| 127 | Braidwood          | Will        | city    | 5203       | 6601           |
| 128 | Breese             | Clinton     | city    | 4048       | 4316           |
| 129 | Bridgeport         | Lawrence    | city    | 2168       | 2142           |
| 130 | Bridgeview         | Cook        | village | 15335      | 14966          |
| 131 | Brighton           | Macoupin    | village | 2196       | 2362           |
| 132 | Brimfield          | Peoria      | village | 933        | 900            |
| 133 | Broadlands         | Champaign   | village | 312        | 307            |
| 134 | Broadview          | Cook        | village | 8264       | 7763           |
| 135 | Broadwell          | Logan       | village | 169        | 173            |
| 136 | Brocton            | Edgar       | village | 322        | 303            |
| 137 | Brookfield         | Cook        | village | 19085      | 18257          |
| 138 | Brooklyn           | St. Clair   | village | 676        | 635            |
| 139 | Brookport          | Massac      | city    | 1054       | 1040           |
| 140 | Broughton          | Hamilton    | village | 193        | 191            |
| 141 | Browning           | Schuyler    | village | 130        | 126            |
| 142 | Browns             | Edwards     | village | 175        | 166            |
| 143 | Brownstown         | Fayette     | village | 705        | 709            |
| 144 | Brussels           | Calhoun     | village | 141        | 145            |
| 145 | Bryant             | Fulton      | village | 255        | 248            |
| 146 | Buckingham         | Kankakee    | village | 237        | 234            |
| 147 | Buckley            | Iroquois    | village | 593        | 573            |
| 148 | Buckner            | Franklin    | village | 479        | 495            |
| 149 | Buda               | Bureau      | village | 592        | 577            |
| 150 | Buffalo            | Sangamon    | village | 491        | 456            |
| 151 | Buffalo Grove      | Lake        | village | 42909      | 43231          |
| 152 | Bull Valley        | McHenry     | village | 726        | 792            |
| 153 | Bulpitt            | Christian   | village | 206        | 197            |
| 154 | Buncombe           | Johnson     | village | 186        | 212            |
| 155 | Bunker Hill        | Macoupin    | city    | 1801       | 1777           |
| 156 | Burbank            | Cook        | city    | 27902      | 27669          |
| 157 | Bureau Junction    | Bureau      | village | 368        | 360            |
| 158 | Burlington         | Kane        | village | 452        | 486            |
| 159 | Burnham            | Cook        | village | 4170       | 4037           |
| 160 | Burnt Prairie      | White       | village | 58         | 57             |
| 161 | Burr Ridge         | DuPage      | village | 10408      | 11082          |
| 162 | Bush               | Williamson  | village | 257        | 261            |
| 163 | Bushnell           | McDonough   | city    | 3221       | 2998           |
| 164 | Butler             | Montgomery  | village | 197        | 195            |
| 165 | Byron              | Ogle        | city    | 2917       | 3787           |